# 西江造船厂
西江造船厂位于中华人民共和国广西壮族自治区柳州市西江路46号。是部属造船企业。

## 历史
1964年中国第三个五年计划决定强力推进三线建设。1964年11月，第六机械工业部决定在广西选点建厂。1965年2月西江造船厂开始建厂。1965年7月基建一期工程开始，一期工程设计任务书规定为主要专业性的快艇总装厂。1966年10月西江造船厂第一期工程竣工投产，6625型鱼雷艇正式开工建造， 1968年10月制成。1969年10月开始二期基建工程，1973年基建完成。1981年6月，六机部批准成立广西船舶技术学校，地点定在柳州。2008年1月改制成立中船西江造船有限公司，隶属中国船舶工业集团公司。占地37万平方米，现有职工1140多人，各类专业技术人员382人。